# Ötscher-Panoramastraße
Die Ötscher-Panoramastraße ist eine Straße durch den Naturpark Ötscher-Tormäuer.

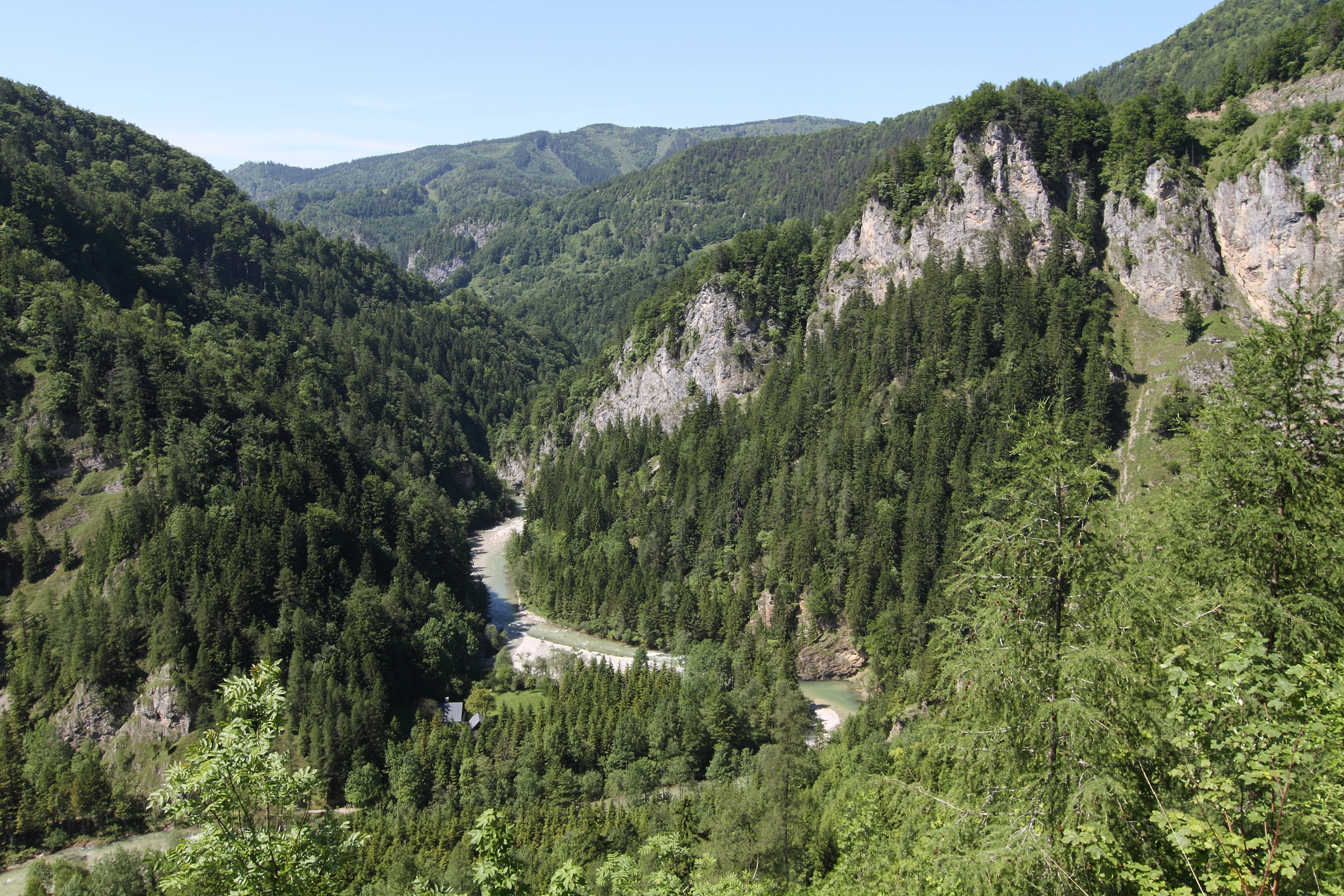
Blick in das Erlauftal beim Toten Mann

Die ganzjährig befahrbare, 12 km lange Panoramastraße führt von Trübenbach über Erlaufboden und Treffling nach Puchenstuben und bietet viele Ausblicke auf die Gebirgslandschaft des Ötschers und der Vorderen Tormäuer. Ein Gesteinslehrpfad vermittelt Wissenswertes über die Gebirgsbildung.
Die Straße ist das Überbleibsel eines geplanten Kraftwerksbaues in den Tormäuern, bei dem nach Protesten gegen das Kraftwerk der Naturpark Ötscher-Tormäuer errichtet wurde. Sie ist ein Teil des öffentlichen Straßennetzes.